# Copa de la Paz

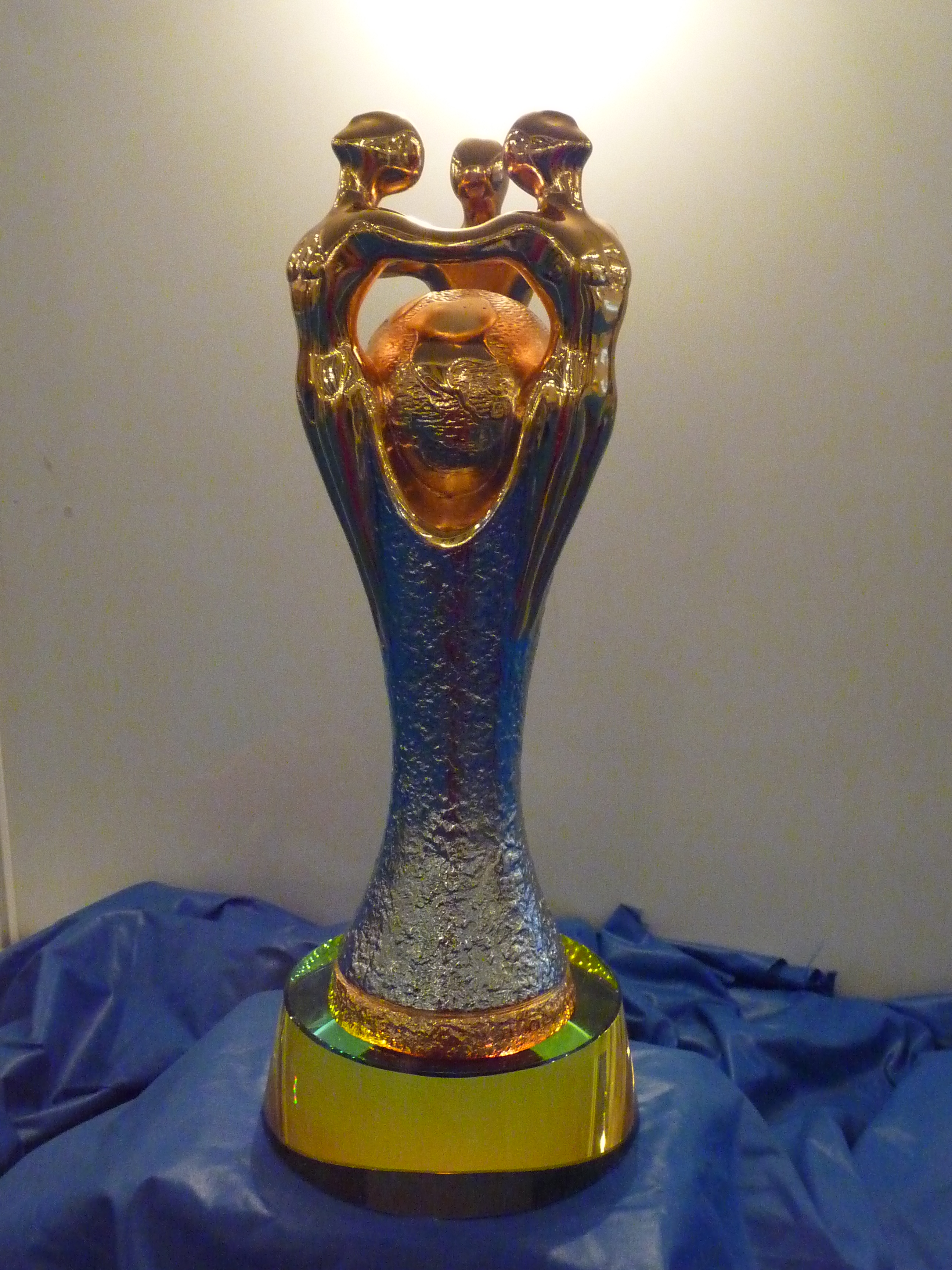
Trofeo del torneo.

La Copa de la Paz fue una competición de fútbol amistosa organizada por la Fundación de fútbol Sun Moon para la Paz que organiza la competición entre clubes de todos los continentes como una manera de promocionar la paz en el mundo. La fundación está conectada con el reverendo Sun Myung Moon, líder de la Federación de Familias para la Paz y Unificación Mundial. Se disputaba en Corea del Sur, excepto la edición de 2009 que fue en España.
Las primeras tres ediciones participaron ocho equipos, la cuarta fueron nueve, y la quinta en 2012 participaron cuatro equipos. Se la ha realizado en 2003, 2005, 2007, 2009 y 2012.
También se ha realiza el torneo femenino llamado La Copa para la Reina de la Paz, en 2006 y 2008 ganó Estados Unidos, mientras que en 2010 ganó Corea del Sur.

## Campeones
| Año          | Sede          | Campeón           | Final Resultado    | Subcampeón            |
| ------------ | ------------- | ----------------- | ------------------ | --------------------- |
| 2003 Detalle | Corea del Sur | PSV Eindhoven     | 1 - 0              | Olympique de Lyon     |
| 2005 Detalle | Corea del Sur | Tottenham Hotspur | 3 - 1              | Olympique de Lyon     |
| 2007 Detalle | Corea del Sur | Olympique de Lyon | 1 - 0              | Bolton Wanderers      |
| 2009 Detalle | España        | Aston Villa       | 0 - 0 (4 - 3 pen.) | Juventus              |
| 2012 Detalle | Corea del Sur | Hamburgo          | 1 - 0              | Seongnam Ilhwa Chunma |

### Títulos por equipo
| Equipo                | Títulos | Subtítulos | Años Campeón | Años Subcampeón |
| --------------------- | ------- | ---------- | ------------ | --------------- |
| Olympique de Lyon     | 1       | 2          | 2007         | 2003, 2005      |
| PSV Eindhoven         | 1       | 0          | 2003         | -               |
| Tottenham Hotspur     | 1       | 0          | 2005         | -               |
| Aston Villa           | 1       | 0          | 2009         | -               |
| Hamburgo              | 1       | 0          | 2012         | -               |
| Bolton Wanderers      | 0       | 1          | -            | 2007            |
| Juventus              | 0       | 1          | -            | 2009            |
| Seongnam Ilhwa Chunma | 0       | 1          | -            | 2012            |

## Goleadores por edición
| Año  | Jugador                                                                                              | Equipo                                                                       | Goles |
| ---- | --- | ---------------------------------------------------------------------------- | ----- |
| 2003 | Mark van Bommel                                                                                      | PSV Eindhoven                                                                | 2     |
| 2005 | Robbie Keane                                                                                         | Tottenham Hotspur                                                            | 4     |
| 2007 | Kim Källström Matías Abelairas Kevin Nolan Nicolas Anelka Karim Benzema Jesús Padilla Sergio Santana | Olympique de Lyon River Plate Bolton Wanderers Olympique de Lyon Guadalajara | 2     |
| 2009 | Hulk                                                                                                 | Porto                                                                        | 3     |
| 2012 | Mitchell Schet                                                                                       | Groningen                                                                    | 2     |

## Mejor jugador
| Año  | Oro           | Plata              | Bronce          |
| ---- | ------------- | ------------------ | --------------- |
| 2003 | Ji Sung Park  | Lee Cattermole     | Wamberto        |
| 2005 | Robbie Keane  | Ahmed Hossam       | Lee Young-Pyo   |
| 2007 | Karim Benzema | Jussi Jääskeläinen | Nicolas Anelka  |
| 2009 | Ashley Young  | Hulk               | Marc Albrighton |
| 2012 | Marcus Berg   | -                  | -               |

### Tabla histórica de Puntos
| Pos | Club                  | Temp. | PJ | PG | PE | PP | GF | GC | Dif. | Puntos | Títulos |
| --- | --------------------- | ----- | -- | -- | -- | -- | -- | -- | ---- | ------ | ------- |
| 1°  | Olympique de Lyon     | 4     | 14 | 6  | 3  | 5  | 16 | 14 | +2   | 21     | 1       |
| 2°  | PSV Eindhoven         | 2     | 7  | 4  | 2  | 1  | 13 | 8  | +5   | 14     | 1       |
| 3°  | Seongnam Ilhwa Chunma | 5     | 13 | 3  | 3  | 7  | 7  | 13 | -6   | 12     | -       |
| 4°  | Juventus              | 1     | 4  | 3  | 1  | 0  | 7  | 2  | +5   | 10     | -       |
| 5°  | Tottenham Hotspur     | 1     | 4  | 2  | 2  | 0  | 9  | 5  | +4   | 8      | 1       |
| 6°  | Aston Villa           | 1     | 4  | 2  | 1  | 1  | 5  | 3  | +2   | 7      | 1       |
| 7°  | Bolton Wanderers      | 1     | 4  | 2  | 1  | 1  | 5  | 3  | +2   | 7      | -       |
| 8°  | Guadalajara           | 1     | 3  | 2  | 0  | 1  | 6  | 2  | +4   | 6      | -       |
| 9°  | Hamburgo              | 1     | 2  | 2  | 0  | 0  | 3  | 1  | +2   | 6      | 1       |
| 10° | Reading               | 1     | 3  | 2  | 0  | 1  | 2  | 1  | +1   | 6      | -       |
| 11° | Beşiktaş              | 2     | 5  | 1  | 3  | 1  | 6  | 6  | 0    | 6      | -       |
| 12° | River Plate           | 1     | 3  | 2  | 0  | 1  | 3  | 3  | 0    | 6      | -       |
| 13° | Boca Juniors          | 1     | 3  | 1  | 2  | 0  | 5  | 3  | +2   | 5      | -       |
| 14° | Once Caldas           | 1     | 3  | 1  | 2  | 0  | 2  | 1  | +1   | 5      | -       |
| 15° | Real Madrid           | 1     | 3  | 1  | 1  | 1  | 6  | 5  | +1   | 4      | -       |
| 16° | Nacional              | 1     | 3  | 1  | 1  | 1  | 3  | 2  | +1   | 4      | -       |
| 17° | Porto                 | 1     | 3  | 1  | 1  | 1  | 3  | 2  | +1   | 4      | -       |
| 18° | TSV 1860 Múnich       | 1     | 3  | 1  | 1  | 1  | 3  | 4  | -1   | 4      | -       |
| 19° | Liga de Quito         | 1     | 2  | 1  | 0  | 1  | 5  | 5  | 0    | 3      | -       |
| 20° | Atlante               | 1     | 2  | 1  | 0  | 1  | 4  | 4  | 0    | 3      | -       |
| 21° | Sunderland            | 1     | 2  | 1  | 0  | 1  | 3  | 3  | 0    | 3      | -       |
| 22° | Málaga                | 1     | 2  | 1  | 0  | 1  | 2  | 3  | -1   | 3      | -       |
| 23° | Mamelodi Sundowns     | 1     | 3  | 1  | 0  | 2  | 3  | 6  | -3   | 3      | -       |
| 24° | Real Sociedad         | 1     | 3  | 0  | 2  | 1  | 1  | 2  | -1   | 2      | -       |
| 25° | Los Angeles Galaxy    | 1     | 3  | 0  | 2  | 1  | 1  | 4  | -3   | 2      | -       |
| 26° | Sevilla               | 1     | 2  | 0  | 1  | 1  | 1  | 2  | -1   | 1      | -       |
| 27° | Al-Ittihad            | 1     | 2  | 0  | 1  | 1  | 2  | 4  | -2   | 1      | -       |
| 28° | Kaizer Chiefs         | 1     | 3  | 0  | 1  | 2  | 2  | 5  | -3   | 1      | -       |
| 29° | Racing de Santander   | 1     | 3  | 0  | 1  | 2  | 1  | 7  | -6   | 1      | -       |
| 30° | Groningen             | 1     | 2  | 0  | 0  | 2  | 3  | 5  | -2   | 0      | -       |
| 31° | Shimizu S-Pulse       | 1     | 3  | 0  | 0  | 3  | 0  | 4  | -4   | 0      | -       |